# Groene Boekje

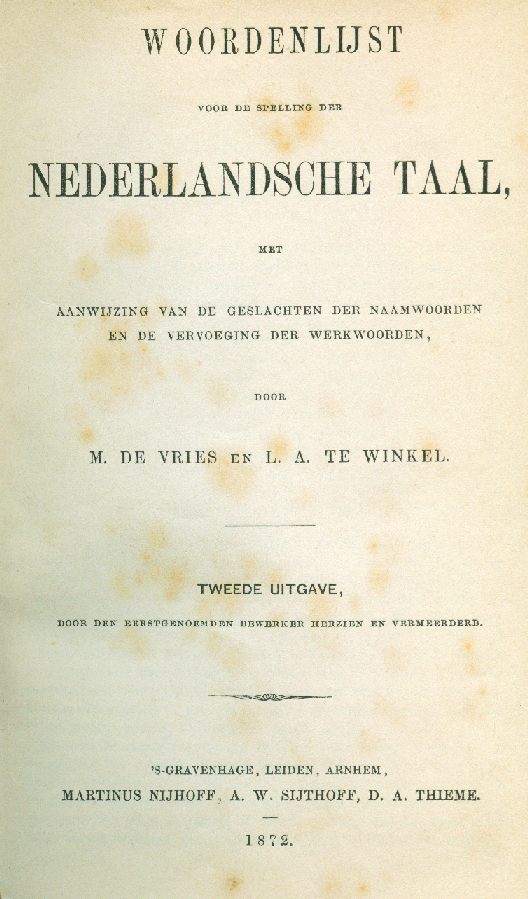
Titelpagina Woordenlijst voor de Spelling der Nederlandsche Taal (1872)

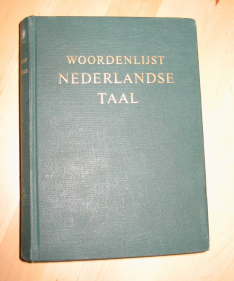
Een exemplaar van het Groene Boekje uit 1954

Het Groene Boekje is de gebruikelijke naam van de Woordenlijst Nederlandse Taal, een overzicht van de officiële spelling van Nederlandse woorden zoals deze volgt uit besluiten genomen door de Nederlandse Taalunie. Afkortingen die in vakliteratuur worden gebruikt, zijn GB en Wdl.
Alleen de genoemde besluiten van het Comité van Ministers van de Taalunie, hebben officiële status, in Nederland op grond van de Spellingwet, die voorschrijft welke spelling door de overheid en in het onderwijs dient te worden gebruikt (in Vlaanderen en Suriname gelden overeenkomstige regels). De Woordenlijst is daarbij bedoeld als praktische handreiking.
De wet ziet niet op het toepassen van de spelling door anderen: buiten het onderwijs en de overheid is iedereen vrij om naar wens te spellen. Wel wordt de Woordenlijst door velen als richtlijn gebezigd.

## Doel en opzet

### Doel
De Woordenlijst Nederlandse Taal is een register van woorden, dat is opgezet met twee doelen:
- Van een groot aantal woorden wordt de vastgestelde spelling weergegeven. De lijst schrijft voor wat juist is; hij beschrijft niet het gebruik zoals dat dagelijks in vele variaties voorkomt. Hij is normatief, keurt sommige spellingen goed en andere af.
- Van een aantal woorden wordt ook het geslacht gegeven.

De lijst heeft niet tot doel de betekenis van een woord te geven. Soms wordt die betekenis wel vermeld, maar dan uitsluitend:
- om onderscheid te maken tussen woorden die iets verschillend gespeld worden:

cajun (muziek),
Cajun (persoon)
- om onderscheid te maken tussen identiek gespelde woorden die verschillen naar woordgeslacht:

intermediair1 (bemiddeling), het
intermediair2 (persoon), de.
De lijst geeft evenmin aan of een woord niet bestaat; hij biedt een selectie. Woorden die niet in de lijst zijn opgenomen, kunnen heel wel tot de Nederlandse woordenschat behoren.

### Opzet
Het Groene Boekje bestaat in hoofdzaak uit drie onderdelen.
- Een Leidraad, waarin de uitgangspunten van de spelling worden besproken aan de hand van regels en voorbeelden. Deze Leidraad was in 2005 veel uitgebreider dan in vorige edities en telde 108 bladzijden.
- De eigenlijke Woordenlijst (in de editie 2005 zo'n 100.000 trefwoorden, in de editie 2015 zo'n 50.000 trefwoorden,[1] online zo'n 187.000 trefwoorden).[2]
- Een verklarende lijst van Vaktermen die in de Leidraad worden gebruikt.

Naast deze delen is er een uitgebreidere Technische Handleiding die niet in het Groene Boekje is opgenomen, maar wel online beschikbaar is.

#### Leidraad
In de Leidraad wordt een groot aantal onderwerpen in hun algemeenheid aan de orde gesteld. De gegeven regels en voorbeelden maken de erop volgende Woordenlijst niet overbodig: sommige woorden zal de taalgebruiker alsnog moeten opzoeken en de woordgeslachten worden in de nieuwste editie van Leidraad in het geheel niet besproken. Maar algemene uitgangspunten, die tevens kunnen dienen als verklaring voor een bepaalde spelling, biedt de Leidraad wel.
Enkele belangrijke onderwerpen zijn:
- de principes op grond waarvan de spelling is vastgesteld
- het gebruik van dubbele en enkele klinkers
- de spelling van woordafleidingen en -samenstellingen
- het gebruik van hoofdletters
- het gebruik van tekens als het koppelteken, de apostrof, het trema
- de spelling van verschillende typen afkortingen
- werkwoorden in hun vervoegde vorm
- Engelse leenwoorden.

#### Woordenlijst
Het leeuwendeel van het Groene Boekje (2005), 914 pagina's, wordt in beslag genomen door de woordenlijst. De 100.000 opgenomen woorden vormen een selectie (slechts zo'n 10%) uit de Nederlandse woordenschat, waarbij niet alleen de frequentie van de woorden in overweging is genomen. Ook op minder gebruikelijke woorden die een bepaald spellingprobleem opleveren (barbecueën) of die tot een bepaald specialistisch gebied ("domein") behoren (downloaden), wordt de aandacht gevestigd. Eind 2003 ondertekenden de Taalunie, dat wil zeggen de Nederlandse en Vlaamse overheid, en de Republiek Suriname een associatieovereenkomst. Sinds 2004 neemt Suriname deel aan de activiteiten van de Taalunie. De woordenlijst van 2005 bevat 500 Surinaamse woorden (kasmoni).
Van ieder trefwoord wordt de spelling gegeven, maar ook andere kenmerken komen aan bod:
Lettergrepen
- de verdeling in lettergrepen (be·lan·gen·be·har·ti·gings·or·ga·ni·sa·tie);
- afwijkende spelling bij regelafbreking (laatje, maar la- tje; cocaïne, maar hetzij cocaï- ne, hetzij coca- ine).

Woordgeslacht en meervoud
- In de editie van 1995 en ook in die van 2005 en 2015 worden zelfstandige naamwoorden primair onderscheiden naar de-woorden en het-woorden; in sommige gevallen worden de-woorden nog onderscheiden naar m. (mannelijk) en v. (vrouwelijk).
wet, de
nederpop, de (v.)
soja, de (m.)
fruit, het
soort, de en het
- Het meervoud, of de alternatieve meervoudsvormen, van het zelfstandig naamwoord wordt vermeld.
tv, de (v.), tv's
raam, het, ramen
gedachte, de (v.), gedachten, gedachtes
- Indien er geen meervoud bestaat, of als het woord juist alleen maar meervoudig is, blijkt dat uit de vermelding.
bami, de (m.)
lurven, mv.
- Bij sommige zelfstandige naamwoorden is ook het verkleinwoord opgenomen, of de alternatieve verkleinwoorden.
dokter [verkleinwoord niet opgenomen]
trein, treintje
pop, popje, poppetje.

Verbuiging van het bijvoeglijk naamwoord
- Bij het bijvoeglijk naamwoord wordt de vorm aangegeven met buigings-e en de vergrotende en overtreffende trap zijn opgenomen.
duur, dure; duurder, duurst.

Vervoeging van het werkwoord
- Bij werkwoorden is de vervoeging aangegeven.
nijgen, neeg, negen, genegen
schuilen, school, schuilde, scholen, schuilden, gescholen, geschuild (alternatieve vormen)
updaten, updatete, geüpdatet; ik update, jij updatet (Engels leenwoord).

## Samenstelling en uitgave
De uitgave van de Woordenlijst komt sinds 1995 tot stand onder auspiciën van de Nederlandse Taalunie, een samenwerkingsverband tussen België, Nederland en sinds de uitgave van 2005 ook Suriname. De Taalunie draagt de samenstelling van de lijst op aan het Instituut voor Nederlandse Lexicologie. Over het woord "Nederlands" in de titel en in de benamingen ontstaat soms verwarring; het verwijst niet naar een nationaliteit, maar naar een supranationale taal, het Nederlands.
Het Groene Boekje werd sinds 2005 uitgegeven door de Sdu in Nederland en door Lannoo in Vlaanderen. Het is verkrijgbaar (tegen betaling) in een papieren versie en op cd-rom. De Nederlandse Taalunie zelf biedt kosteloos de officiële internetversie aan.
Op 13 oktober 2015 is na tien jaar weer een nieuwe editie van het Groene Boekje verschenen, uitgegeven door Van Dale Uitgevers in opdracht van de Nederlandse Taalunie.

## Geschiedenis
Woordenlijsten, ofwel het lexicaal genre, zijn een bijzonder oude vorm van literatuur die teruggaat op de periode van het archaïsche beeldschrift dat na eeuwen tot het spijkerschrift zou evolueren. De oudste voorbeelden dateren van de Urukperiode. Het Groene Boekje staat dus in een traditie van meer dan 5000 jaar oud. Het genre is altijd een hulpmiddel geweest bij het aanleren van de schrijfkunst.
Het Groene Boekje vindt zijn oorsprong in de Woordenlijst voor de spelling der Nederlandsche taal van De Vries en Te Winkel, voor het eerst uitgegeven in 1866. Dit boekje had al de kenmerkende vorm van een kale woordenlijst, waarin weliswaar het geslacht, de verbuiging en de vervoeging werden aangegeven. Twee inleidende hoofdstukken, samen 33 bladzijden lang, gingen Over de geslachten der zelfstandige naamwoorden en Over de spelling. De zevende druk verscheen in 1914 in een groene kaft.
Hoewel deze spelling op wetenschappelijke principes en op grondig onderzoek was gebaseerd, ontmoette ze weerstand en werden, met alle waardering voor de samenstellers, toch vele beslissingen aangevochten. Voorop liep hierbij de neerlandicus Kollewijn, die zich met name verzette tegen de veelheid van uiteenlopende criteria die werden toegepast en die vele etymologische spellingen (dubbele klinkers, de -sch) als verouderd van de hand wees.
De eerste naoorlogse uitgave van het Groene Boekje dateert uit 1954 en werd geschreven onder leiding van neerlandicus Coenraad Bernardus van Haeringen. In deze uitgave werden de keuzen die De Vries en Te Winkel hadden gemaakt, uitgebreid becommentarieerd. Ook werd het systeem van de voorkeurspelling ingevoerd: er bestond van vele woorden een geprefereerde spelling, maar een andere vorm was ook toegestaan (de zgn. toegelaten vormen). Bij de voorkeurspelling stond dan ook ..., waarna de alternatieve vorm volgde. Bij de alternatieve vorm stond juist zie ..., met verwijzing naar de voorkeursvorm. Werden twee vormen als gelijkwaardig beschouwd, dan verwezen ze naar elkaar met de vermelding zie ook ....
Van dit systeem is in latere edities afgestapt. Na de instelling van een spellingcommissie in 1990, de Spellingcommissie-Geerts, is de eerste oplage van de vernieuwde versie in november 1995 uitgegeven.
De volgende versie dateerde van oktober 2005. Om de scholen en de uitgeverijen de kans te geven zich aan te passen, werd afgesproken de erin vervatte spelling pas vanaf 1 augustus 2006 van kracht te laten worden.
In 1995 heeft het Comité van Ministers van de Nederlandse Taalunie besloten dat de woordenlijst van het Groene Boekje elke tien jaar geactualiseerd zou worden. Begin juni 2008 deelde de Taalunie mee dat er in 2015 geen herziening van de spelling zou komen.
Na tien jaar verscheen op 13 oktober 2015 een nieuwe editie van het Groene Boekje, uitgegeven door Van Dale Uitgevers in opdracht van de Nederlandse Taalunie.

## Vernieuwing en verzet

### Vernieuwing
Kritiek op de spelling is eeuwenoud. De spellingregels die de hoogleraar Siegenbeek in 1804 had opgesteld, bevredigden al niet en dat resulteerde in de lijst van De Vries en Te Winkel. Tegen die lijst kwamen de “kollewijnianen” in verzet: de criteria waren volgens hen vaak willekeurig toegepast, de spelling was ook te archaïsch om het eigentijds taalgebruik goed weer te geven.
Kritiek was er op de editie van 1954. Veel dat als verouderd werd ervaren, werd afgeschaft. In plaats daarvan kwam het lastigere systeem van de voorkeurspelling en was er een veelheid aan als moeilijk ervaren regels en hinderlijke uitzonderingen. Een voorbeeld van zo'n omstreden regel was die van de tussen-n in samenstellingen; de lijst van 1954 beperkte die letter grotendeels tot samenstellingen waarin het linkerdeel qua betekenis een noodzakelijk meervoud vormde, zoals bijenkorf. Een uitzondering gold bijvoorbeeld als het eerste deel een persoon aanduidde.
In 1995 kwamen er voor die tussen-n nieuwe regels. Dat waren er twee, maar de eerste regel kende twee subregels en vijf uitzonderingsregels; de tweede regel viel uiteen in vijf subregels. Naar een van de uitzonderingen is deze spelling ook wel de paardebloemspelling genoemd: samenstellingen kregen dan weliswaar een -n (paardenbiefstuk), maar dat gold weer niet als het linkerdeel een dier, het rechterdeel een plant aanduidde (dus paardebloem).
In 2005 werd deze regel weer afgeschaft en de spelling werd paardenbloem. Nu rees er ook verzet tegen andere vernieuwingen, zoals de spelling van ideeëloos: dat woord is geen samenstelling maar een afleiding en verloor de tussen-n.
Andere vernieuwingen die in 2005 tot discussie leidden, waren de spelling van samenstellingen (internetencyclopedie en nepopenhaard aaneen, Tweede Kamerlid en 1 aprilgrap juist los), de regel dat historische perioden met een kleine letter werden geschreven, maar in gespecialiseerde context desgewenst met een hoofdletter, het hoofdlettergebruik bij de naam van een volk maar een kleine letter bij een “overkoepelende term”.

### Verzet
Het verzet tegen de opeenvolgende spellingwijzigingen betrof ook de verandering als zodanig. Enerzijds was er de roep om een eenvoudige spelling, met zo min mogelijk uitzonderingen; anderzijds luidde een opvatting dat spellingwijziging tot cultuurverlies leidde: bij iedere verandering werd het moeilijker om oude teksten te lezen.
In december 2005 kondigde een aantal Nederlandse dagbladen, tijdschriften en de omroepstichting NOS aan de nieuwe versie van het Groene Boekje te boycotten. Deze zou verwarrend, onlogisch en onwerkbaar zijn. Dit resulteerde in augustus 2006 in de uitgave van het Witte Boekje door het Genootschap Onze Taal. In Vlaanderen blijven de media het Groene Boekje wel volgen.

### Het Gele Boekje
Het Groene Boekje is ook voor Vlamingen de leidraad om te bepalen of een woord al dan niet correct is. Echter gebruikt men in het Vlaamse taalgebruik woorden die er zodanig ingeburgerd zijn dat deze tot een officieuze Vlaamse standaardtaal behoren, maar die door de meeste Nederlanders niet begrepen worden. Reden om vanaf 31 januari 2015 een Vlaamse variant van het Groene Boekje uit te brengen: het Gele Boekje. Hoewel het Gele Boekje tot stand kwam door een samenwerking tussen De Standaard en taaldeskundigen, blijft het een officieuze lijst.